# Cappella Costa (Santa Maria del Popolo)

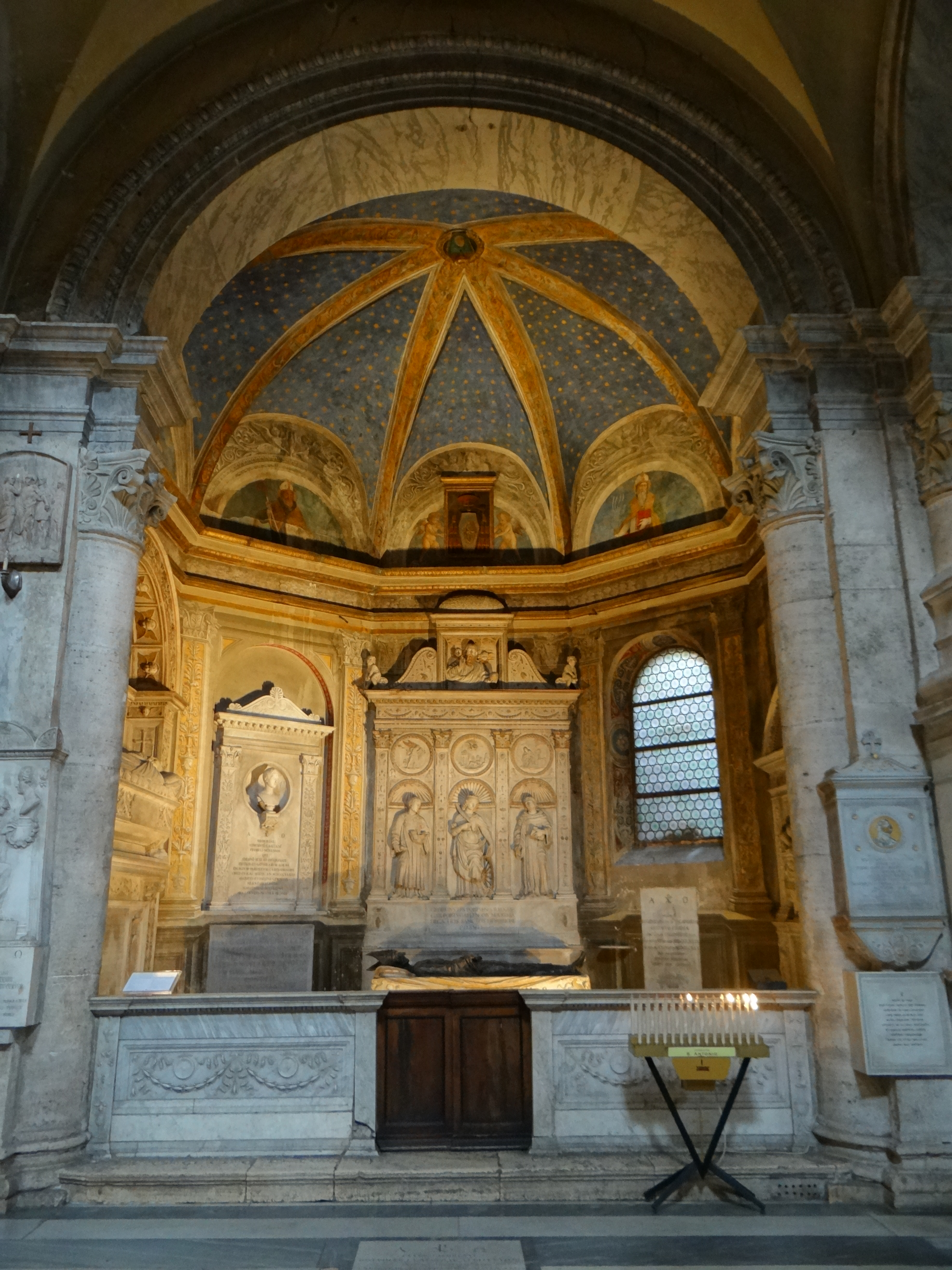
Vista della cappella

La Cappella Costa, o Cappella di Santa Caterina, si trova nella navata sud della Basilica di Santa Maria del Popolo a Roma. Questa è la quarta cappella laterale dalla controfacciata ed è stata dedicata a Santa Caterina d'Alessandria. Le lunette sono state dipinte dagli aiutanti del Pinturicchio e la pala d'altare in marmo è attribuita a Gian Cristoforo Romano.

## Storia
La cappella era originariamente di proprietà di Domenico della Rovere, ma fu acquisita dal cardinale portoghese Jorge da Costa (il nome italianizzato è Giorgio Costa) per 200 ducati d'oro nel 1488. Costa era una persona nota e influente alla corte di Papa Alessandro VI. Il cardinale impiegò lo stesso laboratorio di pittori della dinastia Della Rovere, la scuola del Pinturicchio. Non è improbabile che il patrono abbia cercato consapevolmente proprio lo stesso artista. La cappella ha conservato la sua forma originale, ad eccezione di una finestra che è stata murata per la creazione di un nuovo monumento funebre nel 1833.

## Descrizione
La piccola cappella è esagonale con volta a costine esapartite e l'ingresso è protetto da un elegante parapetto in marmo decorato da ghirlande, nastri e patene. La decorazione ad affresco fu dipinta da un aiutante del Pinturicchio, stilisticamente vicino a Melozzo da Forli. Le pareti laterali sono articolate da lesene corinzie dipinte decorate con candelabri, fiori e ghirlande su uno sfondo giallo, appoggiate su un finto piedistallo monocromatico. Le nervature e le aperture delle due finestre ad arco erano decorate con grottesche ma è conservata solo la finestra di destra (l'altra è stata successivamente murata). La volta è coperta da un tappeto blu e stelle dorate. Il concetto generale della decorazione dipinta è simile a quello della Cappella Della Rovere ma gli elementi scultorei svolgono un ruolo maggiore nella Cappella Costa. 

### Lunette
Gli affreschi originali più importanti nella cappella sono i dipinti delle cinque lunette (1488-90). Quattro raffigurano i Padri della Chiesa di fronte a uno sfondo blu: San Girolamo, Ambrogio, Agostino e Gregorio Magno. La lunetta centrale è riempita con gli stemmi scolpiti del cardinale Costa (la ruota di Santa Caterina) che è sostenuta da due angeli dipinti. 

### Opere scultoree

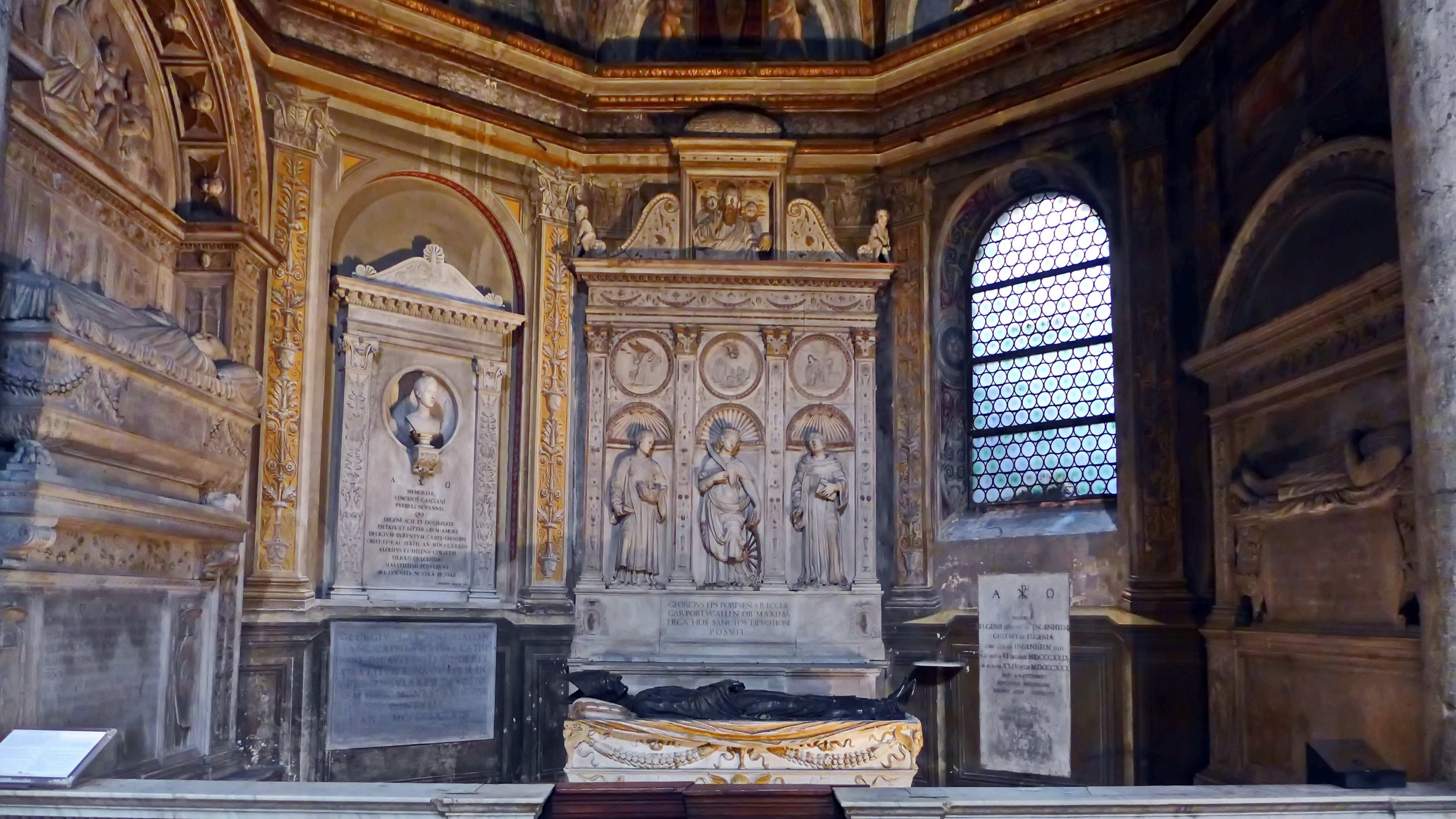
Vista generale con tombe e monumenti

La pala d'altare maggiore è attribuita a Gian Cristoforo Romano (1505 circa). Fu certamente costruito dopo il 1503 perché l'iscrizione alla base chiama il Cardinale il Vescovo di Porto e Santa Rufina. Il dossale di marmo tripartito è articolato da pilastri corinzi e incoronato da un elaborato frontone con la figura di Dio, il Padre. Ci sono tre sculture di santi nelle nicchie a conchiglia: Santa Caterina d'Alessandria al centro (con la ruota), San Vincenzo (con la nave) e Antonio di Padova (con un giglio). Gli ultimi due sono i patroni della città di Lisbona. Tre tondi sopra di essi contengono rilievi dell'Annunciazione (con un bellissimo paesaggio nel mezzo). L'alto piedistallo è decorato con gli stemmi del cardinale Costa. 
Il monumento funebre di un giovane cavaliere romano, Marcantonio Albertoni, morto in una pestilenza all'età di 30 anni nel 1485, copre la parete destra. Il sepolcro in marmo con l'effigie sdraiata del defunto fu creato da Iacopo di Andrea da Firenze nel 1487. In origine, almeno fino al 1600, era collocato nel transetto destro. La tomba di marmo fu commissionata dalla madre del cavaliere, Caterina Albertoni. È questa l'unica opera conosciuta dello scultore fiorentino, menzionata nel contratto datato 20 aprile 1487.
Sul lato opposto si trova il monumento del cardinale Jorge da Costa creato dalla scuola di Bregno. La lunetta è riempita da un delizioso rilievo di Maria in mandorla con due angeli. Costa morì nel 1508 ma la tomba fu probabilmente preparata ben prima di questa data, probabilmente pochi anni dopo la dedica della cappella. L'iscrizione sul sarcofago dichiara che "Giorgio, vescovo di Albano, cardinale di Lisbona, mentre rifletteva di essere mortale, eresse [questo monumento tombale] per sé mentre era ancora vivo". È molto simile al monumento di Cristoforo della Rovere nella Cappella della Natività ma "in una lavorazione meno magistrale".
Il terzo monumento originale è la lapide (nel pavimento) dell'arcivescovo Giorgio Bracharin dell'officina di Antonio del Pollaiolo (fine del XV secolo). La lapide non è datata. L'Arcivescovo giace nel suo abbigliamento, con le mani incrociate. Il rilievo è molto profondo, e un ricco contorno a spirale corre attorno alla lastra.
Nel 1833 un altro monumento fu collocato nella cappella: il monumento funebre del novenne Vincenzo Casciani di Luigi Poletti e Matteo Kassel. La finestra di sinistra è stata murata per fornire spazio per il nuovo monumento in marmo neoclassico. 
Una lastra di marmo bianco fu posta sotto l'altra finestra nel 1830 per Eugen von Ingenheim, il bambino di un anno figlio del conte Gustav Adolf Wilhelm von Ingenheim, figlio morganatico del re Federico Guglielmo II di Prussia, che si convertì al cattolicesimo. Gli Ingenheim erano proprietari della cappella nel XIX secolo. 
Effigie di Pietro Foscari
Il monumento sepolcrale in marmo e bronzo del cardinale Pietro Foscari fu originariamente collocato al centro della Cappella Foscari, che fu demolita per la costruzione della Cappella Cerasi nel 1600. Fu realizzato da uno scultore senese, Giovanni di Stefano nel 1480, ma in precedenza si pensava che fosse stato creato da Vecchietta. 
Il prelato indossa una vestaglia riccamente rivestita, guanti, stivali e una mitra particolarmente sontuosa, dettagli tutti utili ad enfatizzare la sua dignità. Tutti i dettagli sono modellati con grande precisione e virtuosismo. L'austero colore scuro del bronzo è ulteriormente esaltato dal supporto in marmo bianco a contrasto. Questa bara è poi decorata con rilievi dorati di festoni, angeli alati e trofei ed è coperta da un drappo piegato. La testa poggia su un cuscino ricamato scolpito in marmo bianco lucido.

## Galleria d'immagini

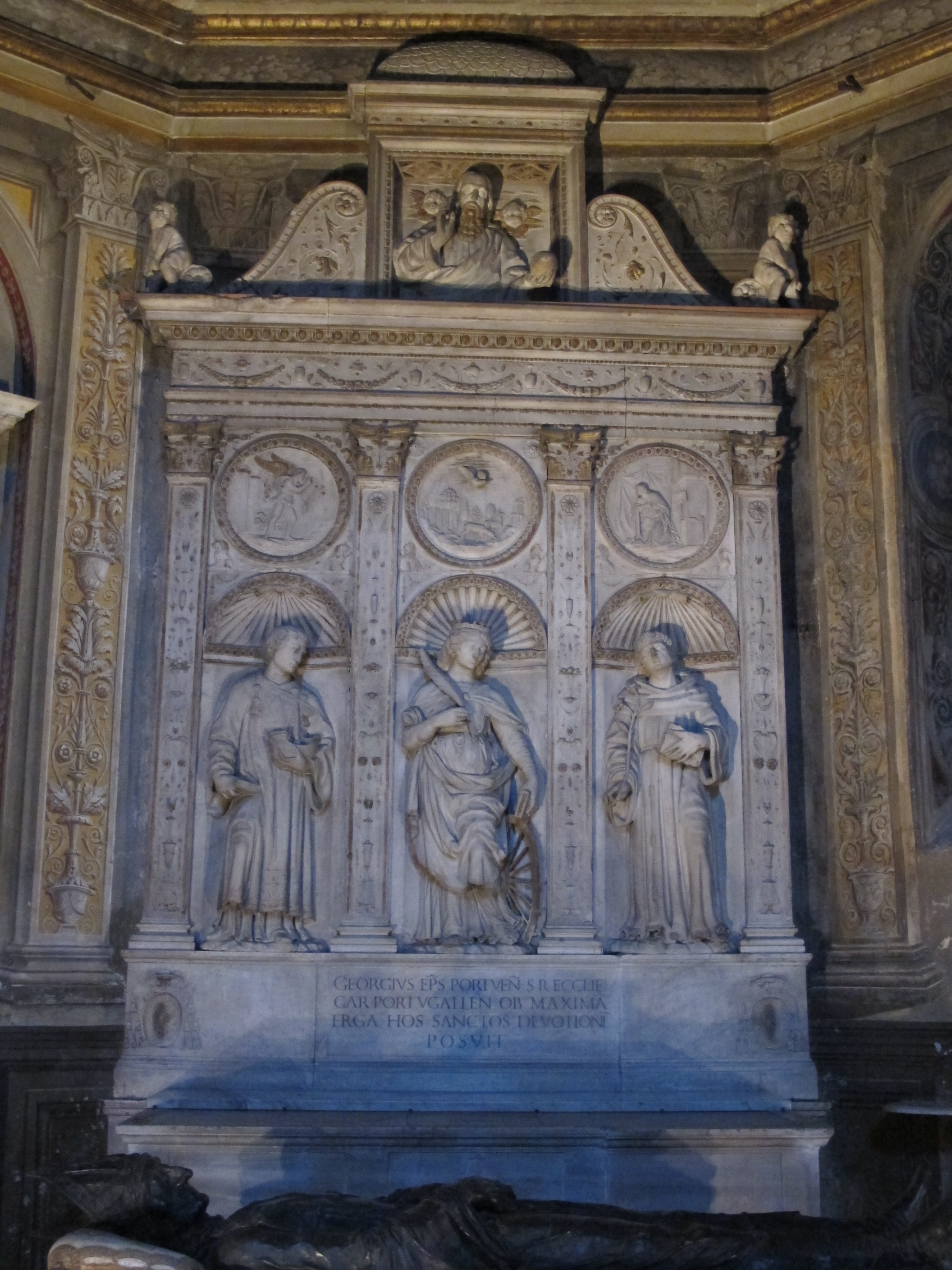
La pala d'altare in marmo di Gian Cristoforo Romano
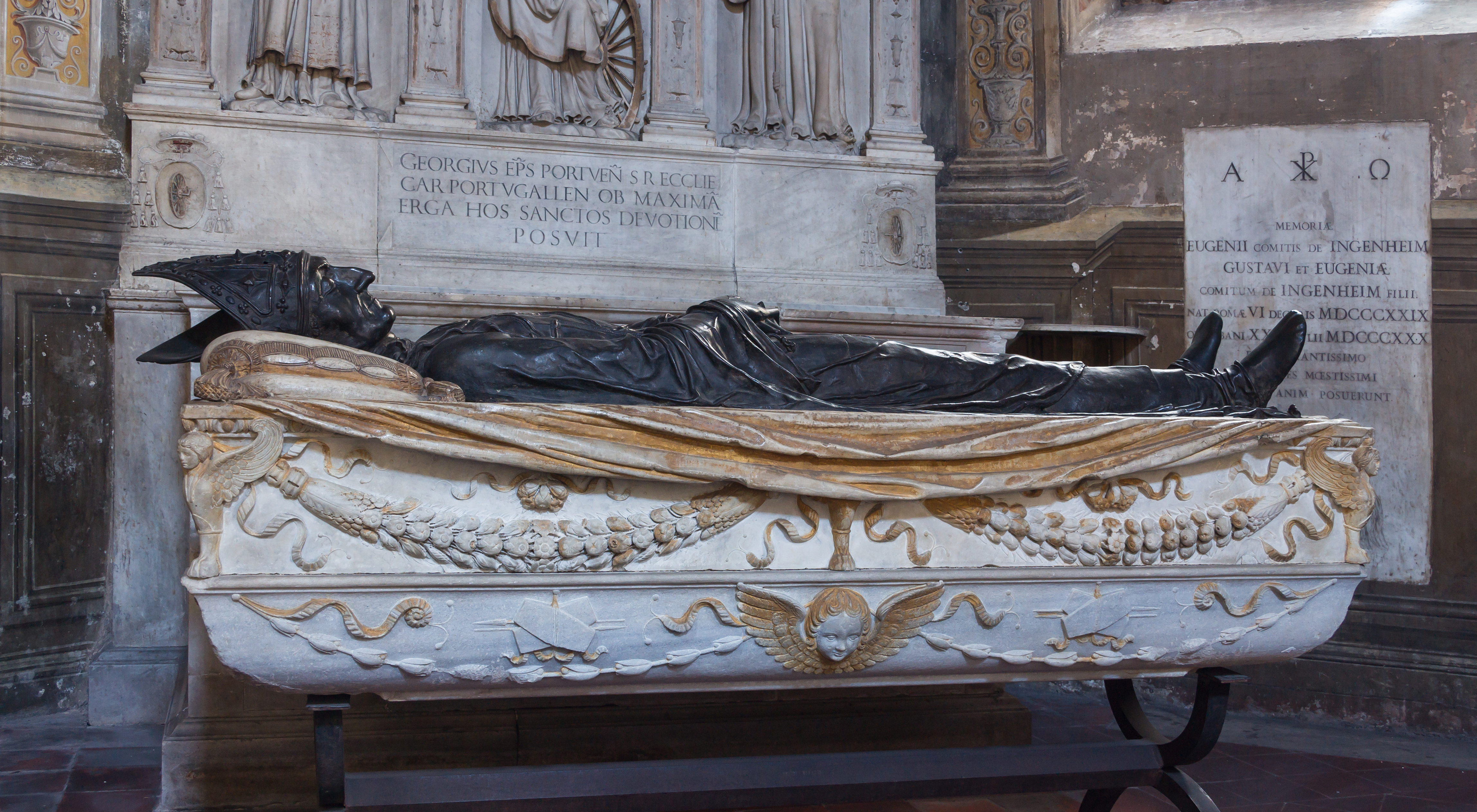
Tomba del cardinale Pietro Foscari di Giovanni di Stefano
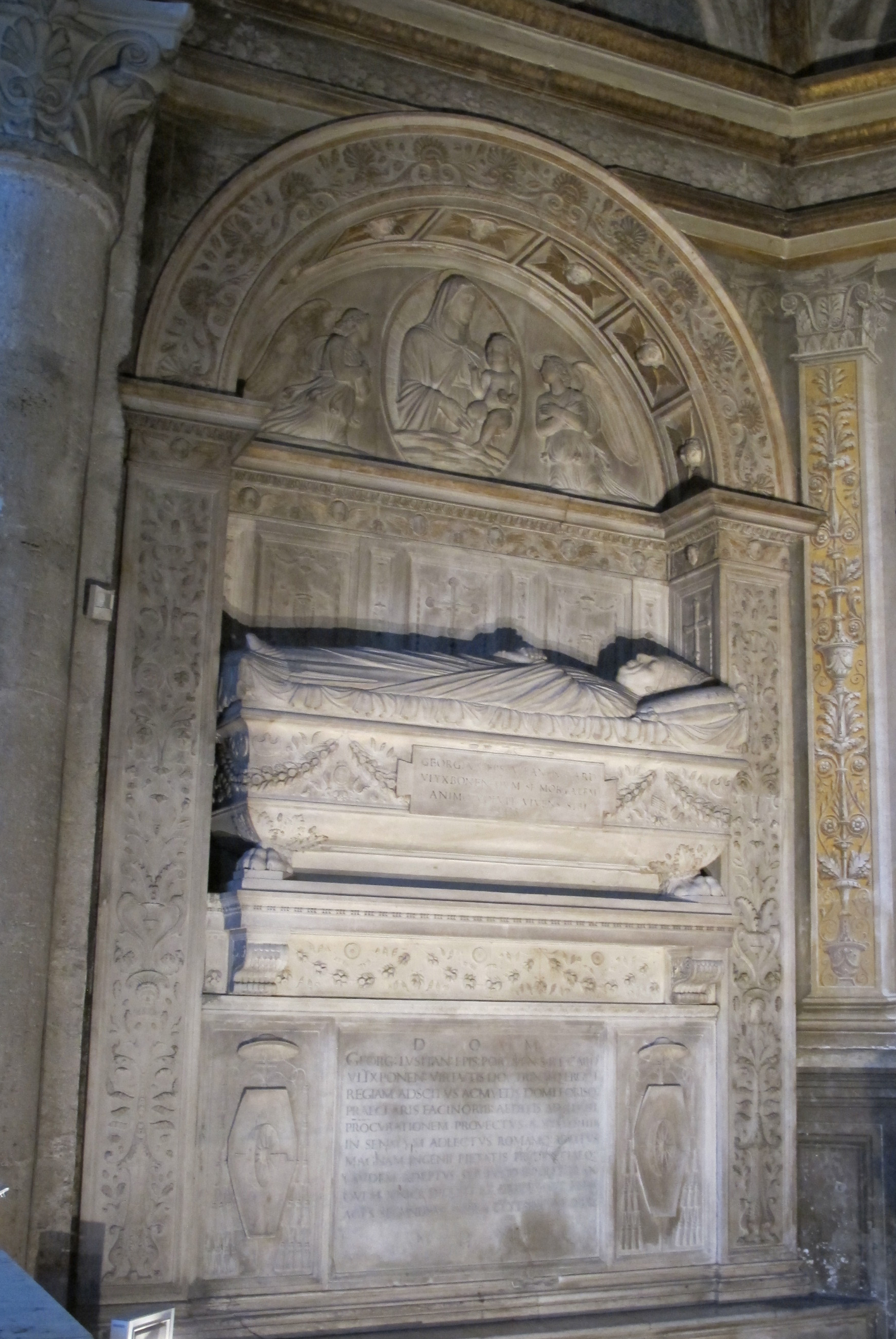
Monumento di Jorge da Costa della scuola di Bregno
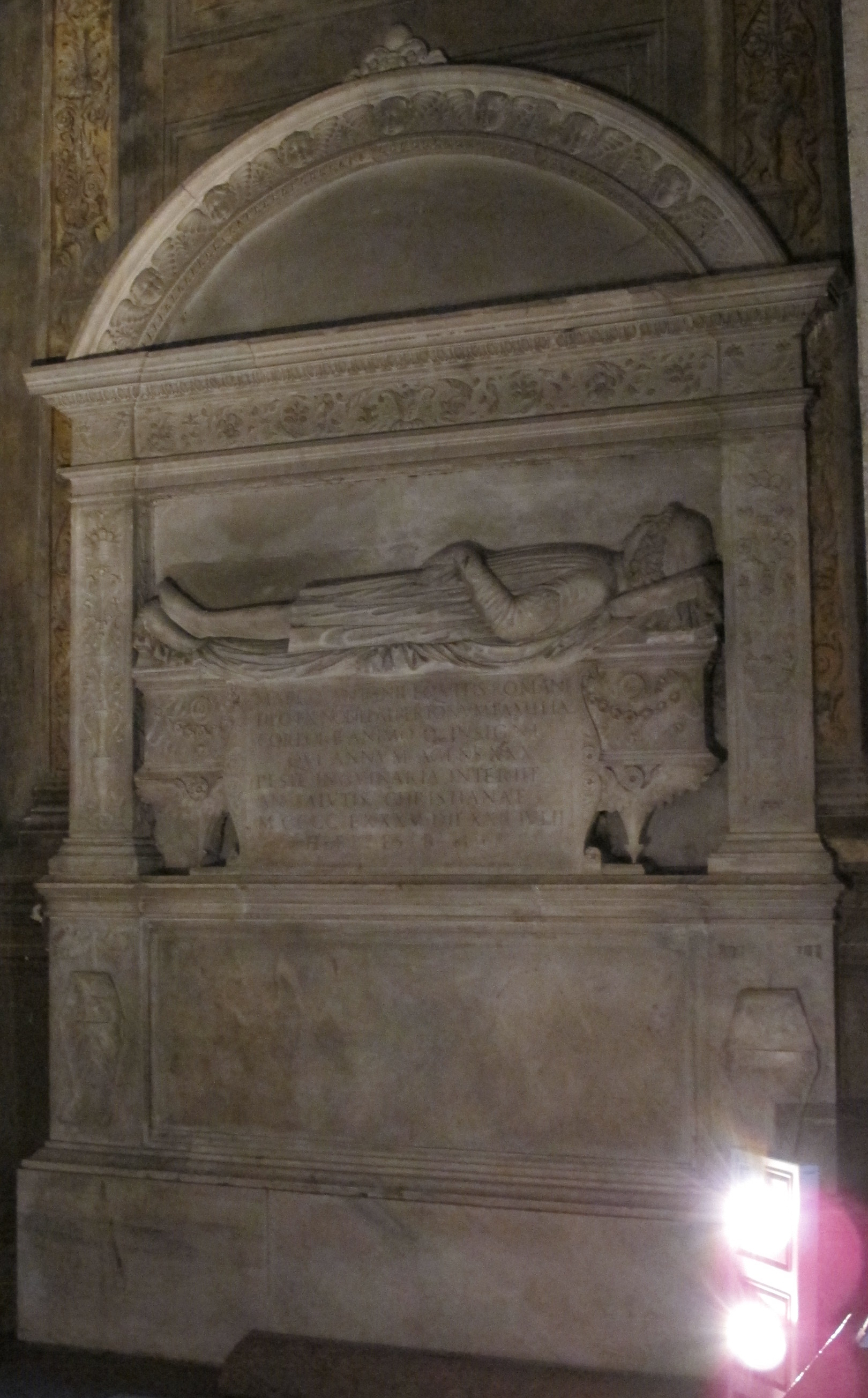
Monumento di Marcantonio Albertoni di Jacopo d'Andrea da Firenze
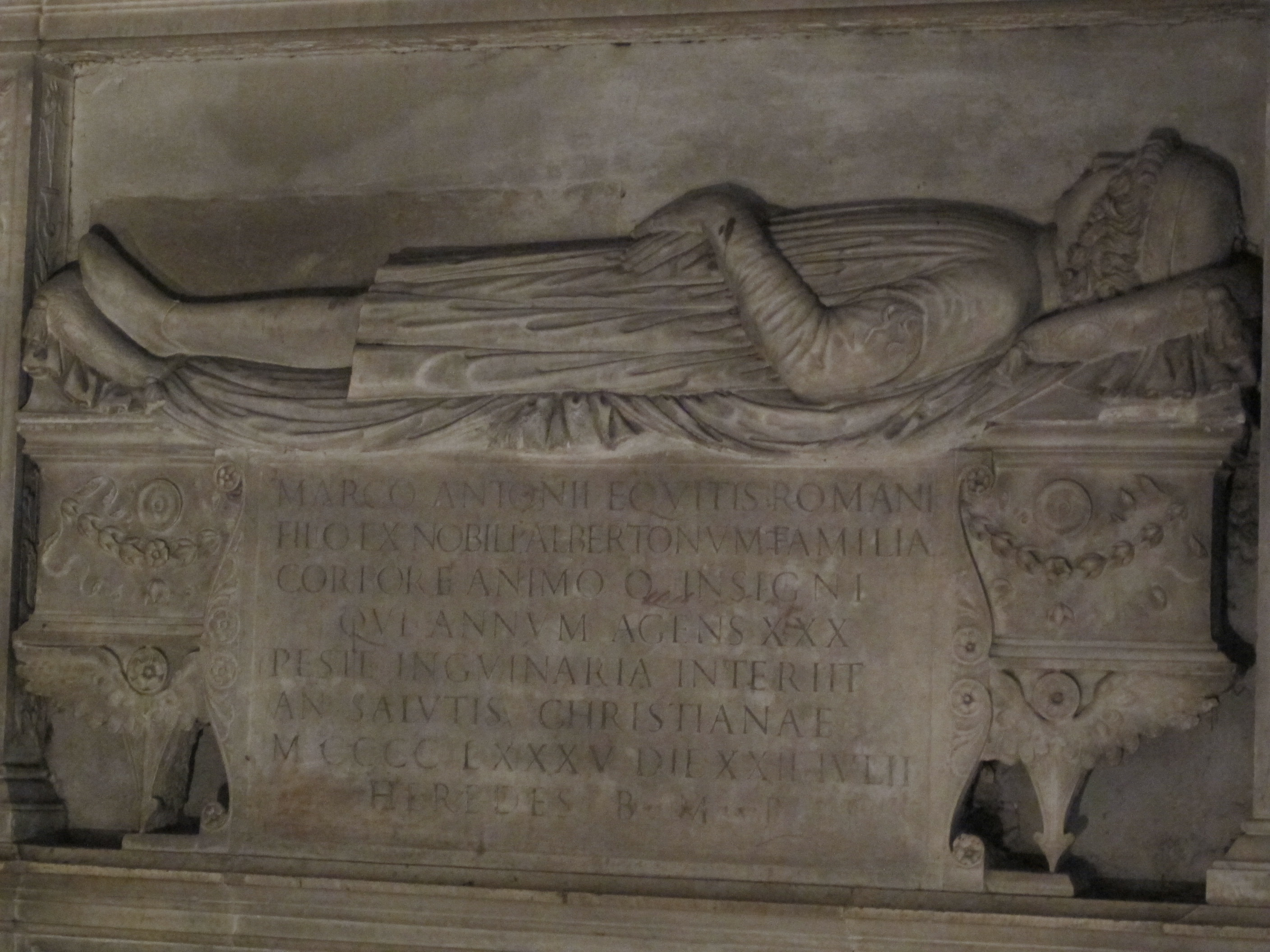
Effigie di Marcantonio Albertoni
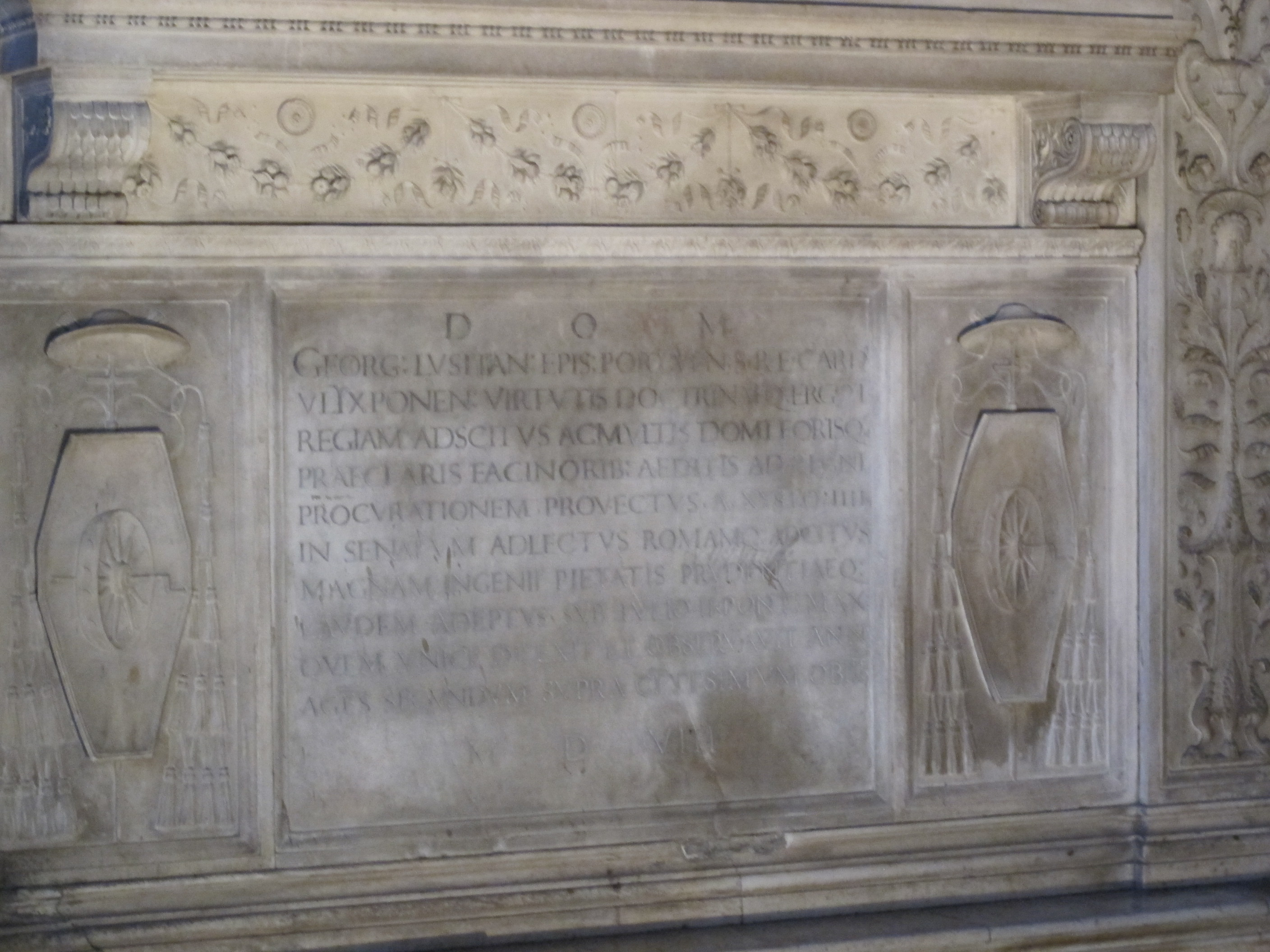
Iscrizione sulla tomba del cardinale Costa con i suoi stemmi
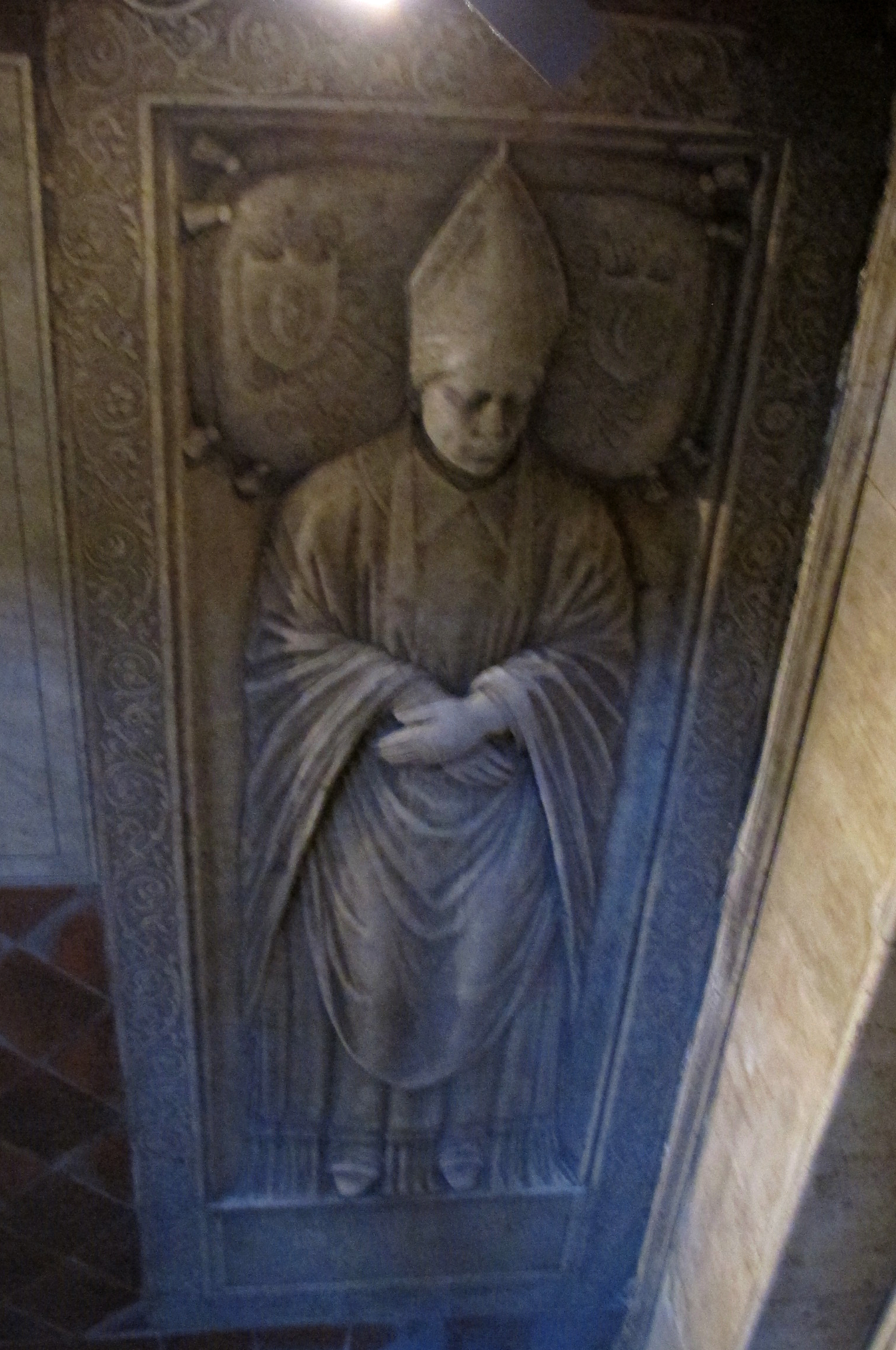
Lapide di Giorgio Bracharin dell'officina di Pollaiolo
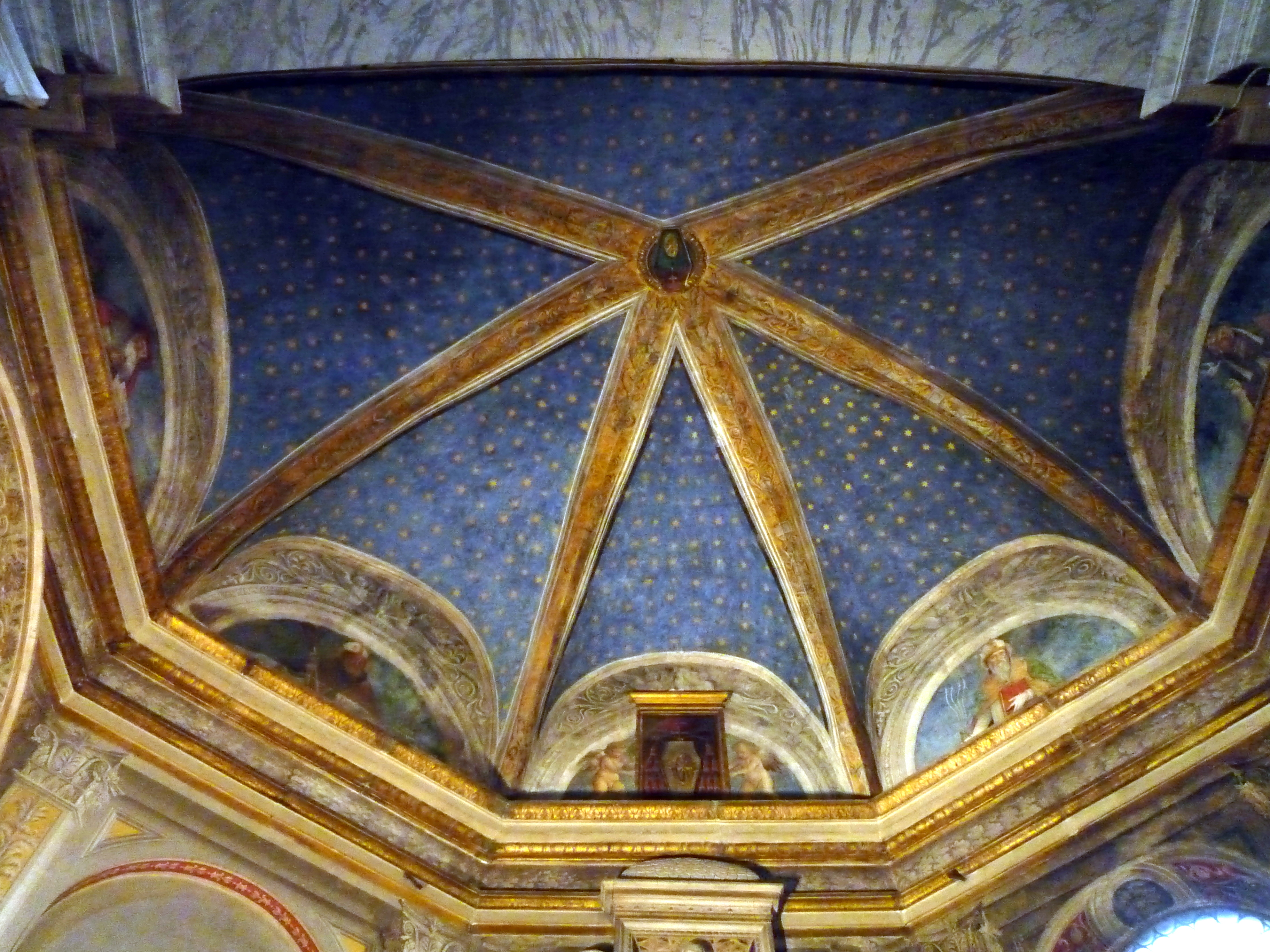
La volta a costine a sei parti con le lunette
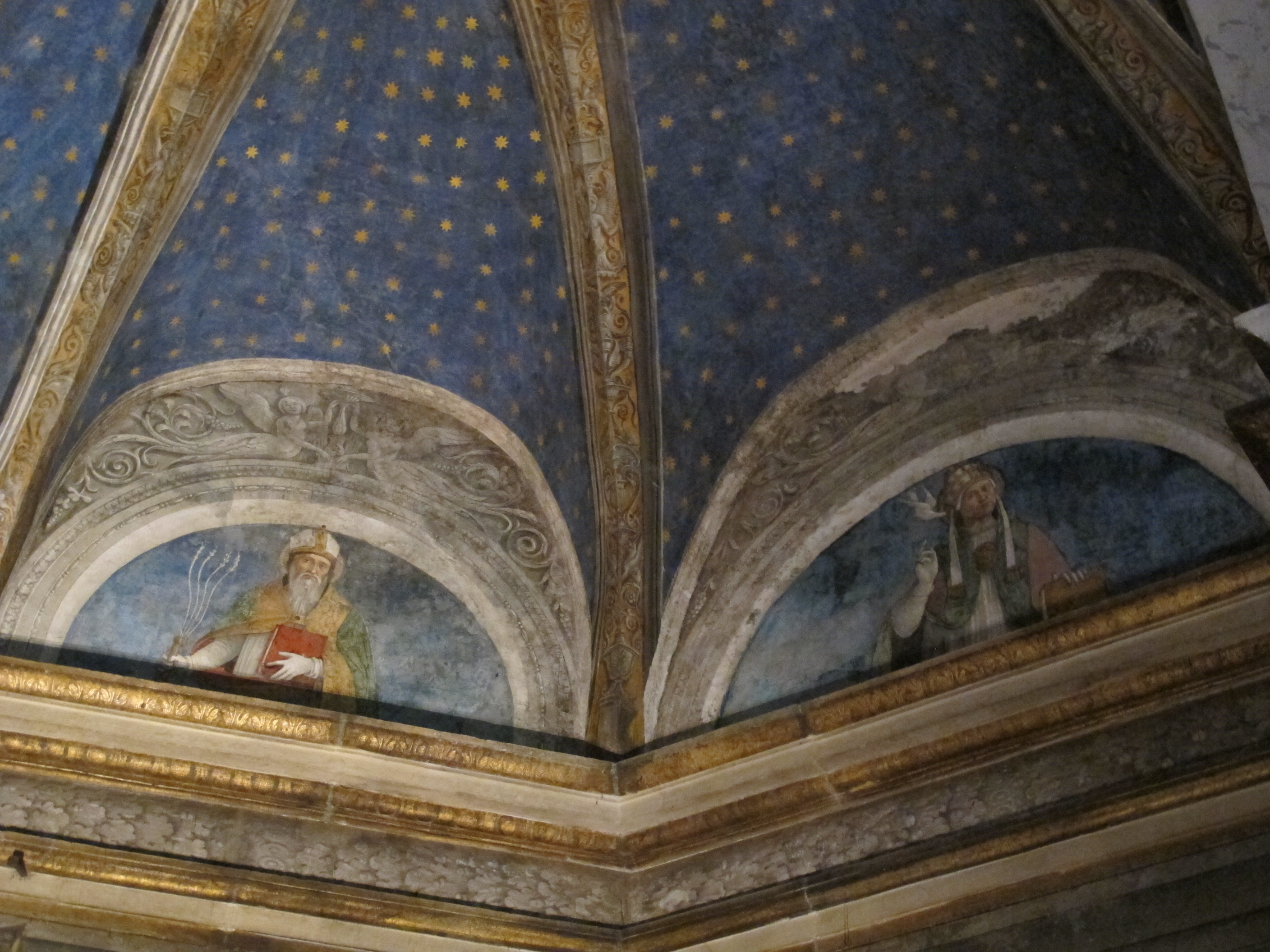
Santi Ambrogio e Gregorio Magno di Pinturicchio (lunette)
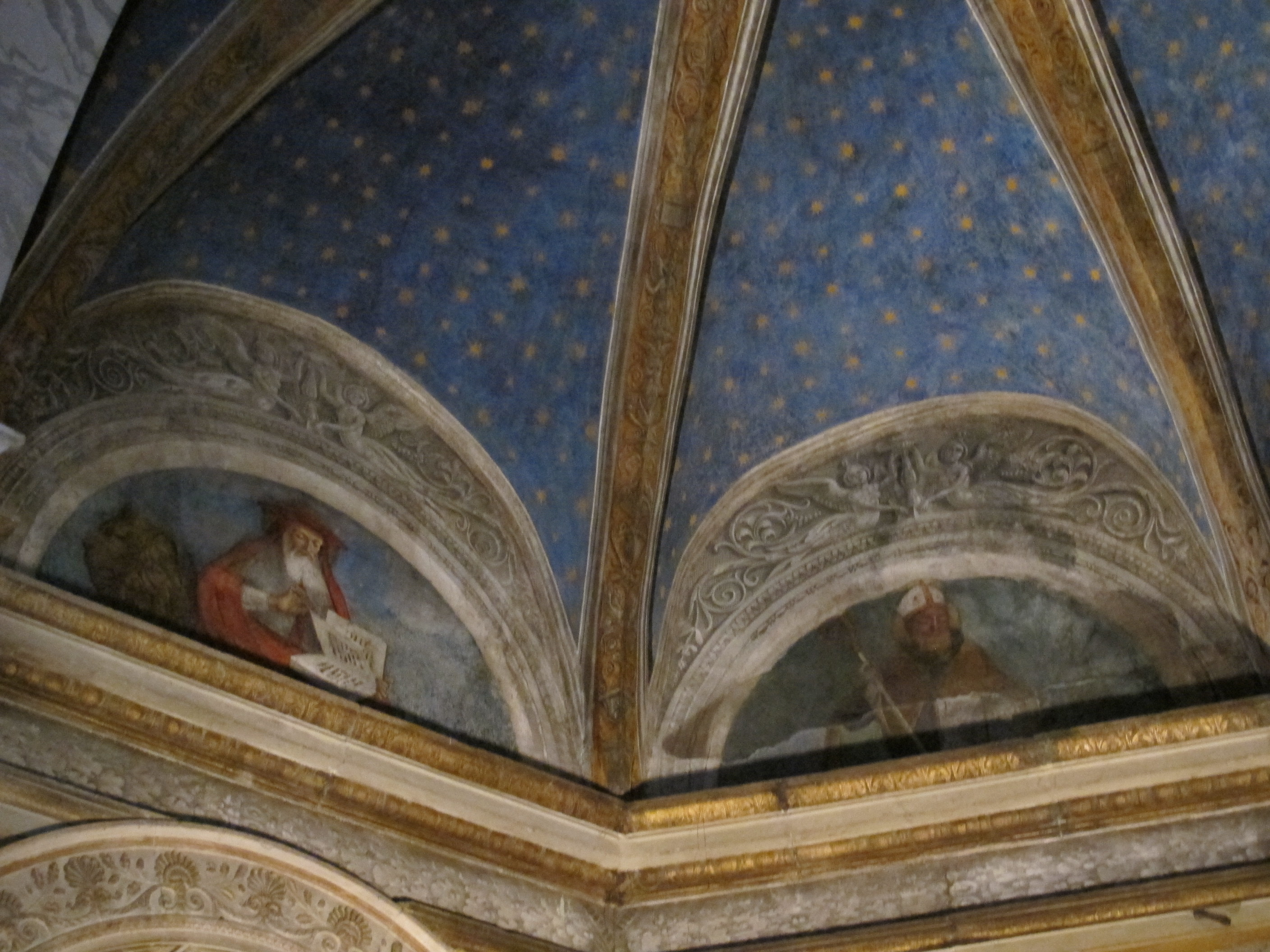
Santi Girolamo e Agostino di Pinturicchio (lunette)
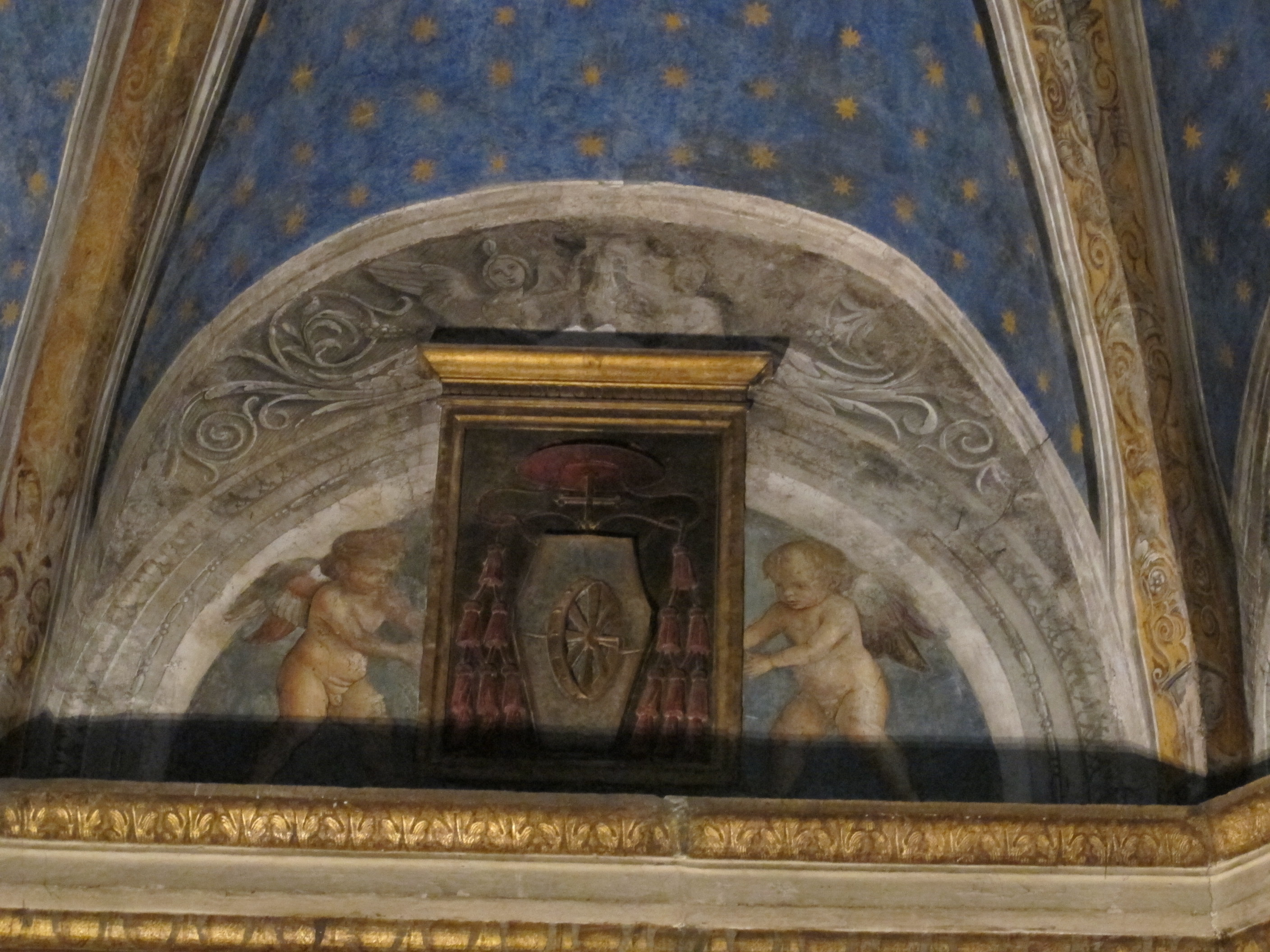
Lo stemma del cardinale Jorge da Costa con la ruota (lunetta centrale)